# Calliphlox amethystina
Calliphlox amethystina là một loài chim trong họ Trochilidae.